# Réservoir de Ménilmontant
Le réservoir de Ménilmontant est l'un des cinq principaux réservoirs d'eau de la ville de Paris, construit en 1865 et alimentant en eau toute la partie nord et nord ouest de la capitale. Il se trouve dans le quartier Saint-Fargeau du 20e arrondissement, entre les rues Saint-Fargeau, Darcy et du Surmelin.

## Histoire
Le réservoir de Ménilmontant est le premier réservoir construit dans Paris, entre 1863 et 1865, par l'ingénieur Eugène Belgrand, sur le point le plus élevé de Paris dans le quartier de Ménilmontant, près de Télégraphe, dans le 20e arrondissement.
Il a une capacité de stockage de 95 000 m3, ce qui représente environ un sixième théorique de la consommation quotidienne des habitants de Paris. 
Historiquement, le réservoir de Ménilmontant recueillait et stockait l'eau venant de l'aqueduc de la Dhuis, à l'est de Paris. Actuellement, il est alimenté par l'usine de traitement de Joinville-le-Pont. Il approvisionne en eau 15 % des Parisiens, et est géré par la régie municipale Eau de Paris.